# Saison 2 d'Hercule Poirot
Chronologie
Saison 1 Saison 3
Cet article présente le guide des épisodes de la saison 2 de la série télévisée britannique Hercule Poirot (Agatha Christie's Poirot).

## Distribution
- David Suchet (VF : Roger Carel) : Hercule Poirot
- Hugh Fraser (VF : Jean Roche) : le Capitaine Arthur Hastings
- Philip Jackson (VF : Claude d'Yd) : l'Inspecteur-chef James Japp
- Pauline Moran (VF : Laure Santana) : Miss Felicity Lemon

## Épisodes

### Épisodes 1:La Maison du péril
- Royaume-Uni : 7 janvier 1990

- Polly Walker : Nick Buckley
- John Harding : le commandant George Challenger
- Jeremy Young : Bert Croft
- Mary Cunningham : Ellen Wilson
- Paul Geoffrey : Jim Lazarus
- Alison Sterling : Freddie Rice
- Christopher Baines : Charles Vyse
- Carol MacReady : Milly Croft
- Elizabeth Downes : Maggie Buckley
- Godfrey James : l'inspecteur de police
- John Crocker : Dr Graham
- Geoffrey Greenhill : Wilson
- Joe Bates : Alfred
- Jane Paton : la réceptionniste de l'hôtel
- Fergus McLarnon : Hood
- Jenny Funnell : l'infirmière d'Andrews
- Janice Cramer : la femme de chambre
- Edward Pinner : le groom

Partie 1
En vacances en Cornouailles, Poirot et Hastings font la connaissance de Nick Buckley, la propriétaire de la « Maison du Péril », qui y passe des vacances avec ses amis. Alors que Poirot s'est foulé la cheville, elle leur parle de sa chance : ces derniers jours elle a été victime de trois accidents qui auraient pu lui être mortels. En repartant, elle oublie son chapeau et Poirot y découvre un trou de balle. Il comprend alors qu'elle a échappé à une quatrième tentative de meurtre. Le détective décide de se rendre dans la demeure de Nick où il rencontre ses amis, mais ces derniers ne la croient pas victime de tentatives de meurtres. Mais un soir, un meurtre se produit dans la maison lors du feu d'artifice, mais la victime est la cousine de Nick, Maggie, portant le châle de sa cousine. Poirot mène son enquête, tandis que Nick Buckley est en sécurité à l'hôpital. Plus tard Poirot apprend que Nick était la fiancée de l'aviateur récemment disparu et que celui-ci vient d'hériter la fortune de son oncle mort peu de temps avant...
Partie 2
L'enquête continue. Tandis que la police recherche toujours l'arme du crime en vain, Poirot cherche le testament de Nick mais celui-ci est introuvable. Nick explique au détective qu'elle l'avait fait envoyer à son cousin avocat, mais ce dernier ne l'a jamais reçu ! Néanmoins, il découvre les lettres d'amours entre Nick et le navigateur disparu, et apprend l'existence d'une cache secrète dans la maison, ce que Nick ignore. Le détective s'intéresse aussi au Commandant Challenger, amoureux de Nick et "réparant" souvent les montres de ses amis, et Miss Lemon, qui vient en renfort, apprend au détective que le commandant rend régulièrement visite à la clinique très fréquentée de son oncle médecin. Hastings se rend à Londres consulter le contenu du testament de l'aviateur qui laisse toute sa récente fortune à sa fiancée. Mais pendant ce temps, Nick Buckley est empoisonnée par les chocolats censée être envoyée par Poirot. Le détective annonce sa mort. 
- Nicky Buckley : meurtre de sa cousine Maggie Buckley
- Milly et Bert Croft : escroquerie et faux en écriture (le testament de Nick qui a refait surface a été contrefait par eux en leur faveur)
- Commandant George Challenger : trafic de cocaïne (avec la complicité de son oncle) (et homicide involontaire sur Nick Buckley après son arrestation[1])

- d'après le roman La Maison du péril (1932)
- première adaptation d'un roman, c'est un épisode constitué de deux parties de 50 minutes formant ainsi un téléfilm de 100 minutes.

### Épisode 2:La Femme voilée
- Royaume-Uni : 14 janvier 1990

- Frances Barber : Lady Millicent Castle-Vaughan
- Terence Harvey : M. Lavington
- Carole Hayman : Mrs Godber
- Tony Stephens : le sergent
- Don Williams : un agent de police
- Lloyd McGuire : un gardien de musée
- Peter Geddis : un gardien de musée

- Lady Millicent Castle-Vaughan/Gerty (et le faux M. Lavington) : vol de bijoux (et meurtre du vrai M. Lavington)

### Épisode 3:La Mine perdue
- Royaume-Uni : 21 janvier 1990

- Anthony Bate : Lord Pearson
- Colin Stinton : Charles Lester
- Barbara Barnes : Mrs Lester
- James Saxon : Reggie Dyer
- Vincent Wong : le chinois
- Richard Albrecht : l'employé de l'hôtel
- John Cording : Jameson
- Gloria Connell : Miss Devenish
- Julian Firth (en) : le caissier de la banque
- Peter Barnes : Wilkins
- Hi Ching : Chow Feng
- Ozzie Yue : le directeur du restaurant
- Chris Walker : le 1er officier de police
- Joe Frazer : le 2e officier de police
- Daryl Kwan : le gentleman asiatique
- Susan Leong : la prostituée chinoise

- Lord Pearson

### Épisode 4:Le Mystère des Cornouailles
- Royaume-Uni : 28 janvier 1990

- Chloe Salaman : Freda Stanton
- John Bowler : Jacob Radnor
- Jerome Willis : Edward Pengelley
- Amanda Walker (en) : Mrs Pengelley
- Tilly Vosburgh : Jessie Dawlish
- Derek Benfield : Dr Adams
- Laura Girling : Edwina Marks
- John Rowe : le procureur
- Hugh Munro : le juge
- Graham Callan : le notaire
- Edwina Day : la logeuse
- Richard Braine : l'employé du magasin
- Hugh Sullivan : le pasteur
- Jonathan Whaley : le policier

- Jacob Radnor

### Épisode 5:La Disparition de M. Davenheim
- Royaume-Uni : 4 février 1990

- Mel Martin (Charlotte Davenheim)
- Kenneth Colley (Matthew Davenheim)
- Tony Mathews (Gerald Lowen)
- Fiona McArthur (domestique)
- Richard Beale (Merritt)
- Bob Mason (sergent)
- Peter Doran (policier)
- Stewart Harwood (livreur)
- Jonty Miller (mécanicien)
- Malcolm Mudie (ingénieur en chef)
- Patrick Page (illusionniste)

### Épisode 6:Double manœuvre
- Royaume-Uni : 11 février 1990

- Adam Kotz (Norton Kane)
- Caroline Milmoe (Mary Durrant)
- Elspet Gray (Miss Penn)
- David Hargreaves (sergent Vinney)
- Gerard Horan (agent de police Flagg)
- Michael Shannon (Mr Baker Wood)
- Amanda Garwood (Lady Amanda Manderley)
- Paul Gabriel (représentant de Speedy Tours)
- Harry Goodier (Billy Arkwright)
- Jeffrey S. Perry (réceptionniste de l'hôtel)
- Anne Small (pianiste)
- Miranda Forbes (logeuse)
- George Little (Dicker)
- Ned Williams (1er gamin)
- Jack Williams (2e gamin)

- Miss Penn et Mary Durrant : escroquerie

### Épisode 7:L'Aventure de l'appartement bon marché
- Royaume-Uni : 18 février 1990

- Samantha Bond (Stella Robinson)
- John Michie (James Robinson)
- Jemma Churchill (Elsie)
- Peter Howell (Mr Paul)
- Jenifer Landor (Carla Romero)
- Ian Price (Teddy Parker)
- William Hootkins (agent du FBI Burt)
- Gordon Wharmby (employé des archives)
- Nick Maloney (Bernie Cole)
- Nigel Whitmey (en) (Luigi Valdarno)
- Anthony Pedley (assassin)
- Luke Hayden (mari de Carla Romero)

- Carla Romero (fausse Mrs Robinson) et son mari : trahison et espionnage
- L'assassin de la mafia Cosa Nostra : tentative de meurtre sur les Robinson

### Épisode 8:L'Enlèvement du premier ministre
- Royaume-Uni : 25 février 1990

- Lisa Harrow (Mrs Daniels)
- David Horovitch (en) (Commandant Daniels)
- Ronald Hines (Sir Bernard Dodge)
- Patrick Godfrey (Lord Estair)
- Timothy Block (Major Norman)
- Jack Elliott (Egan)
- Kate Binchy (logeuse)
- Milo Sperber (Fingler)
- Henry Moxon (Premier Ministre)
- Oliver Beamish (Sergent Hopper)
- Anthony Chinn (Shi Mong)
- Roy Heather (surveillant des voitures de transport)
- Daniel John (gamin)
- Sam Clifton (gamin)

- Commandant Daniels et sa femme

### Épisode 9:L'Aventure de l'étoile de l'ouest
- Royaume-Uni : 4 mars 1990

- Barry Woolgar (inspecteur Dougall)
- Struan Rodger (Henrik Van Braks)
- Rosalind Bennett (Marie Marvelle)
- Oliver Cotton (en) (Gregorie Rolf)
- Alister Cameron (Lord Yardly)
- Caroline Goodall (Lady Yardly)
- Stephen Hancock (Mullings)
- Ian Collier (sergent)
- Bruce Montague (Hoffberg)
- Julian Gartside (réceptionniste de l'hôtel)
- Bill Thomas (steward)

- Gregorie Rolf et Henrik Van Braks